# Саугелаукское староство
Саугелаукское староство (лит. Saugėlaukio seniūnija) — одно из 10 староств Ионишкского района, Шяуляйского уезда Литвы. Административный центр — деревня Барюнай

## География
Расположено в Земгальской низменности на севере Литвы, в восточной части Ионишкского района.
Граничит с Ионишкским староством на западе, Кяпаляйским — на юго-западе и юге, Саткунайским — на западе и севере, Крюкайским — на востоке, и Сесавской волостью Елгавского края Латвии — на севере.

## Население
Саугелаукское староство включает в себя 16 деревень.